# Lednik Tilbe
Lednik Tilbe (ryska: Lednik Til’be, Ледник Тильбе) är en glaciär i Kirgizistan.   Den ligger i oblastet Batken, i den sydvästra delen av landet, 500 km sydväst om huvudstaden Bisjkek. Lednik Tilbe ligger 3 727 meter över havet.
Terrängen runt Lednik Tilbe är mycket bergig. Runt Lednik Tilbe är det glesbefolkat, med 13 invånare per kvadratkilometer. Det finns inga samhällen i närheten. Trakten runt Lednik Tilbe är permanent täckt av is och snö.